# 白井暁彦
白井 暁彦（しらい あきひこ、1973年3月13日 - ）は、日本の工学者。グリー株式会社GREE VR Studio Laboratory Director、デジタルハリウッド大学大学院客員教授。専門は、VRエンタテインメントシステム、メディアアート研究、写真工学、画像工学、博士（工学）。

## 来歴・人物
神奈川県横浜市出身。神奈川県立新羽高等学校にて持田誠らと、新聞部や写真部、生物部、生徒会活動などを掛け持ちする「文化部救済部」とゲームセンターに通うアーケードゲーマー高校生であり、卒業後は新聞販売店で働いていたが、勤めていた新聞配達店が社長の急病で経営譲渡となり大学進学を決意。1996年東京工芸大学工学部写真工学科卒。1998年東京工芸大学大学院工学研究科画像工学専攻修士課程修了。就職活動ではVRエンタテインメントシステムの開発力を評価されナムコの企画職に内定するも、指導教員の推薦によりキヤノンに就職、生産管理部門での下積を経由して、キヤノンの欧州研究所発のグループ会社で英国Criterionの日本支社立ち上げに中村靖らと中心的に関わる。その後、東京工業大学大学院総合理工学研究科知能システム科学専攻博士後期課程に入学。2003年博士（工学）の学位を取得。2003年-2004年に財団法人NHKエンジニアリングサービス・次世代コンテント研究室、2004年末にフランスに渡り、ENSAM客員研究員。2007年より帰国し、日本科学未来館科学コミュニケーター。世界初の4Kデジタルシネマによる科学コミュニケーション作品「かぐやの夢」のプロデューサー や、常設展示「アナグラのうた」の企画設計、稲見昌彦、長谷川晶一らとともに学生VRコンテストIVRC実行委員会等を務める。特にデジタルコンテンツエキスポにおいては次世代コンテンツ技術展「ConTEX」や「国際3Dフェア」実行委員、「4Kデジタル映像祭」のプロデュースなどを2008年から行っている。
東京工業大学世界文明センター非常勤講師、国際基督教大学非常勤講師。フランスLaval Virtualにおける国際VR作品公募展「ReVolution」を2006年に立ち上げる。2010年4月より2018年5月まで神奈川工科大学情報学部情報メディア学科の准教授を務める。2018年よりデジタルハリウッド大学大学院客員教授。2018年6月よりグリー株式会社 GREE VR Studio Laboratory（株式会社Wright Flyer Live Entertainment、その後2020年10月よりグリーグループの REALITY株式会社）Director として、同社が開発・運営する バーチャルライブ配信アプリ REALITY によるメタバース企業としての研究開発、メタバース技術の中でも特にVRエンタテインメント技術の基盤技術、VTuberをはじめとするバーチャルプレゼンスやライブエンタテインメント、「転声こえうらない」をはじめとする音響技術、メタバースのための基盤技術を中心に、本人自身がエンタテイメントシステムや産業研究を発信しながら、コンテンツ工学、メディアアート、インタラクティブ技術、バーチャルリアリティ、多重化映像システムなどの分野で、大学・国の枠を超えて技術・作品制作、振興支援、人材発掘・開発活動している。

## VRエンタテインメントシステム
世界で初めて皮膚感覚における知覚現象であるファントムセンセーションを利用したエンタテイメントシステム「ファンタスティック・ファントム・スリッパ」を久米祐一郎、草原真知子、佐藤勝らと開発、SIGGRAPH'98で発表した。
日本科学未来館科学コミュニケーター養成事業において科学コミュニケーターとしてのトレーニングと展示企画者としての経験を得ている。
WiiリモコンをPCで使うためのプログラミング解説書「WiiRemoteプログラミング」（オーム社）の主著者。
VRエンタテインメントシステムの開発について幅広い職業において活動している。2010 - 2018年は神奈川工科大学情報学部情報メディア学科において、ゲームクリエイターやメディアアーティスト育成のための教育研究に従事している。学生VRコンテストにおける学生作品「瞬刊少年マルマル」から、先端の研究課題を見出し全身没入型VRエンタテイメントシステム「Manga Generator」を開発し、東京北青山TEPIAにおいて常設展示化するなど学生VR作品の事業化プロジェクトを行っていた。
工学的なものづくりだけでなく、エンタテイメントとその技術が将来にわたって意味のある存在であるためには何が重要か、という原理的な整理や歴史、哲学、理論化などの研究も行なっており、論文「エンタテイメントシステム」や著書「白井博士の未来のゲームデザイン ―エンターテインメントシステムの科学―」にまとめられている。
大学教員としてのVRエンタテインメントシステム研究の限界を感じ、2018年以降はGREE VR Studio Laboratoryを立ち上げ、グループ会社であるWright Flyers Live Entertainment（現・REALITY株式会社）において、VTuber産業・文化のエヴァンジェリストとしての活動と並行しながら、イノベーション型人材発掘ワークショップ「VRSionUp!」や、国際学生対校VRコンテスト「IVRC」実行委員・審査委員、デジタルハリウッド大学大学院客員教授としてVR・エンタテインメント・コンテンツ工学を通したイノベーション教育を展開している。
1995年近辺のグラフィックワークステーションによるVR研究を「VR2.0」、2013年以降のパーソナルHMD、ゲームエンジンによるVRコンテンツの一般化時代を「VR3.0」、VTuberやVRChatといった「ヴァーチャルな存在が物理的な存在よりもコマースを生み出し価値を持つ時代」を「VR4.0」と定義しており、産業の中でVR4.0を推進しながら「VRの輪廻」に陥らないよう、研究者は「VR5.0」の方向性を示すべきとの啓蒙活動を行っている。
海外への発信も精力的で海外メディアへの発信、2018年12月に東京で開催された ACM SIGGRAPH ASIA 2018 Real Time Live! においては、自らがVTuber「REALITE Lea」を演じ、IKINEMA、StretchSense、WFLEらとともに英語で踊りながら技術ライブデモを行うなど、VTuberやVR4.0、メタバース時代に向けた体現を行っている。

## Fantastic Phantom Slipper
自作の光学式高速モーションキャプチャと、足裏触覚で距離と方向を表現する動的なファントムセンセーションと床面ドーム映像で構成された、エンタテイメントシステム。
1997年に日本バーチャルリアリティ学会第2回大会で発表され、その後改善されたバージョンがSIGGRAPH'98で発表された。
初期型は「Walk into the Cyber World」というコンセプトがあり、当初爆発的な流行の時期にあったWWWブラウザライクなデザインで「歩いてリンクをたどる」という世界観を持っていた。足で移動を入力し、直接歩けるディスプレイとして設計されていた。
ハイパーテキスト的に異なる世界に移動できる。SIGGRAPH'98で展示された「The Roach Attacks」は、画面外から体験者めがけて疾走する2匹のゴキブリのうち、本物の1匹を見つけてやっつけるゲーム。本物は振動を発するので（画面外にいても方向や距離が感じられるため）注意深く感じると確実にヒットできる。踏むとガサガサとした振動が伝わる。
動的なファントムセンセーションはその後、VR研究やゲーム機などに幅広く利用されており、振動触覚の可能性を広く伝える作品となった。

## 多重化隠蔽映像技術
2010年に東工大世界文明センター講義「メディアアート」の受講生であった長野光希、宇津木健らと3Dディスプレイ互換の多重化映像システム「Scritter」を発表。より深く研究を進め、裸眼では視聴できないが偏光メガネ利用者には全く別の映像が視聴できる「多重化隠蔽映像ScritterH」を2011年に発表。
2012年には多重化隠蔽映像の応用である新しい3Dディスプレイ方式「2x3D」を発表し、CEDEC2012インタラクティブセッションでの最優秀賞受賞や、ACM SIGGRAPH ASIA 2012 Emerging TechnologiesにてEmerging Technologies Prize, 経産省Innovative Technologies 2013を「2x3D」2D+3D互換の多重化ディスプレイシステムに対して受賞した。なお「Scritter」は『（映画などのコンテンツと同じ）Screenを観ながらTwitterができる』という意味の造語。多重化隠蔽映像や2x3Dに使用されている技術はプロジェクションマッピング技術における映像キャンセリング技術と共通であり、電気的なデバイスも必要としないことから、幅広い分野において応用が期待された。東京北青山TEPIAにおいて2014年「Scritter」として常設展示化された。
2014年5月にフラットパネルでの多重化隠蔽映像技術「ExPixel」を発表，CEDEC2014では「ゲームの次元を拡張する次世代多重化映像技術『ExPixel』」として発表し，インタラクティブセッション3位受賞，同技術のFPGA化による「ExPixel FPGA」でLaval Virtual Award 2015を受賞，指導学生の鈴木久貴が ACM Student Research Competition, Bronze Awardを受賞．同技術はニコニコ超会議2015「第8回 ニコニコ学会β シンポジウム」（来場者15万人）にて会場投票で1位となる金賞を受賞している。

## Manga Generator
学生VRコンテストIVRC2012における学生作品「瞬刊少年マルマル」によって提案された全身没入型VRエンタテイメントシステム。
プログマインド株式会社らとともにコンソーシアムが運営され商用ライセンス版「Manga Generator Pro」が開発されている。
出版社や鳥取県などとのコラボレーションも多く「名探偵コナン」、「ゲゲゲの鬼太郎」、「遥かな町」（谷口ジロー）、「ONE PIECE」、「NARUTO」など様々なバージョンが開発されておりフランス「JAPAN EXPO 2014」、「台湾漫画博覧会」、「Anime Expo 2017」などで発表している、東京北青山TEPIAにおいて2014年「Manga Generator」として初めて常設展示化、その後「Manga Generator Pro」（2015年）、「Manga Generator K.A.I.」(2018年)として改善を加えながら展示されている。

## Laval Virtual ReVolution
フランス・ラヴァル市において1999年から開催されているVRとその使用に関するフェスティバル「Laval Virtual」に、2004年から参加しており、2006年から国際VR作品公募展「ReVolution」のセッションオーガナイザー。毎年4月ごろ開催されるフェスティバルにおいて、日本をはじめとするVR・インタラクティブ技術のデモを言葉や文化的理解を超えた欧州の一般市民に伝えることを通した研究発信活動を続けている。VR研究の時代を描くテーマが毎年設定されている。
- 2008 World Performance of VR Applications
- 2009 ReVolution Causes Revolutions
- 2010 Diverseness
- 2011 Converging
- 2012 Virtual Reality That Moves You
- 2013 The NEXT BIG STEP
- 2014 Frontier village in Virtual Reality
- 2015 Kiddy Dream in Virtual Reality
- 2016 REAL VIRTUALITY
- 2017 TransHumanism++
- 2018 1+1=∞ (one plus one equals unlimited)
- 2019 VR5.0

※2019年よりLaval Virtual内の公募セッションすべてが「ReVolution」との名称になり、以後は「ReVolution #Research」と改称されている。

## GREE VR Studio Laboratory
2018年より、グリーグループでメタバース事業を推進するREALITY株式会社で、メタバース時代のR&Dを担当するGREE VR Studio LaboratoryのDirectorを担当している。メタバース時代のアバターカラオケの基盤となる技術「AI Fusion」の研究や、オープンソースによるWebXRメタバース環境「Mozilla Hubs」に関する日本語化や活用事例の横断的発信を行っている。研究開発だけでなく、国際会議を中心とする論文や学生VRコンテスト「IVRC」と連携した人材発掘、YouTube上での動画によってメタバース時代の研究開発をわかりやすく伝える国際科学コミュニケーターとしての活動も積極的に行っている。

## AIメディアの運営
2023年より、AICU, Inc. という会社をアメリカに起業する。「つくるひとをつくる」というビジョンに基づき、生成AIの社会実装とAIクリエイターの増加を目指している。メディアを運営しており、note で記事を、kindle で雑誌を発行している。小宮自由と同窓であり、小宮が経営するBlendAI株式会社 と提携し、デルタもんやガンマミィ等のイラストコンテストやクラウドファンディング支援を通じて、AIクリエイティブの発展を目指している。

## 著書・寄稿
- 『画像生成AI Stable Diffusion スタートガイド』SBクリエイティブ、2024年3月29日。ISBN 978-4-8156-2456-9。
- 『AIとコラボして神絵師になる 論文から読み解くStable Diffusion』インプレスR&D、2022年10月。ISBN 978-4-295-60138-8。
- 「これまでの5年、これからの5年――「VR元年」の終焉から世界同時参加のXRライブエンタメへ」 メディア芸術カレントコンテンツ, 2020年10月29日
- 「白井博士のVRおもしろ相談室」Mogura VR連載, 2016年6月11日 - 2016年10月8日
- 『白井博士の未来のゲームデザイン ―エンターテインメントシステムの科学―』ワークスコーポレーション、2013年11月26日。ISBN 978-4-86267-158-5。
- 「VR―日本の現状と世界の動向（特集：リアリティ技術）」『月刊I/O』2016年6月号、工学社。
- 「誤認識しにくいジェスチャ入力の研究！」『インターフェース』2013年1月号、CQ出版社、2012年11月25日。
- 「Kinectセンサで自然なジェスチャ入力インタフェースを作る」『インターフェース』2012年1月号、CQ出版社、2011年11月25日。
- 『WiiRemoteプログラミング』オーム社、2009年7月。ISBN 978-4-274-06750-1。
- 「実世界指向ゲームインタフェースによるインタラクション技術の基盤研究力強化」『映像情報メディア学会誌』第63巻第10号、映像情報メディア学会、2009年、doi:10.3169/itej.63.1394、NAID 10025987217。
- 「エンタテイメントシステム」『芸術科学会論文誌』第3巻第1号、芸術科学会、2004年、doi:10.3756/artsci.3.22。